# Attaque de Tatsinskaïa

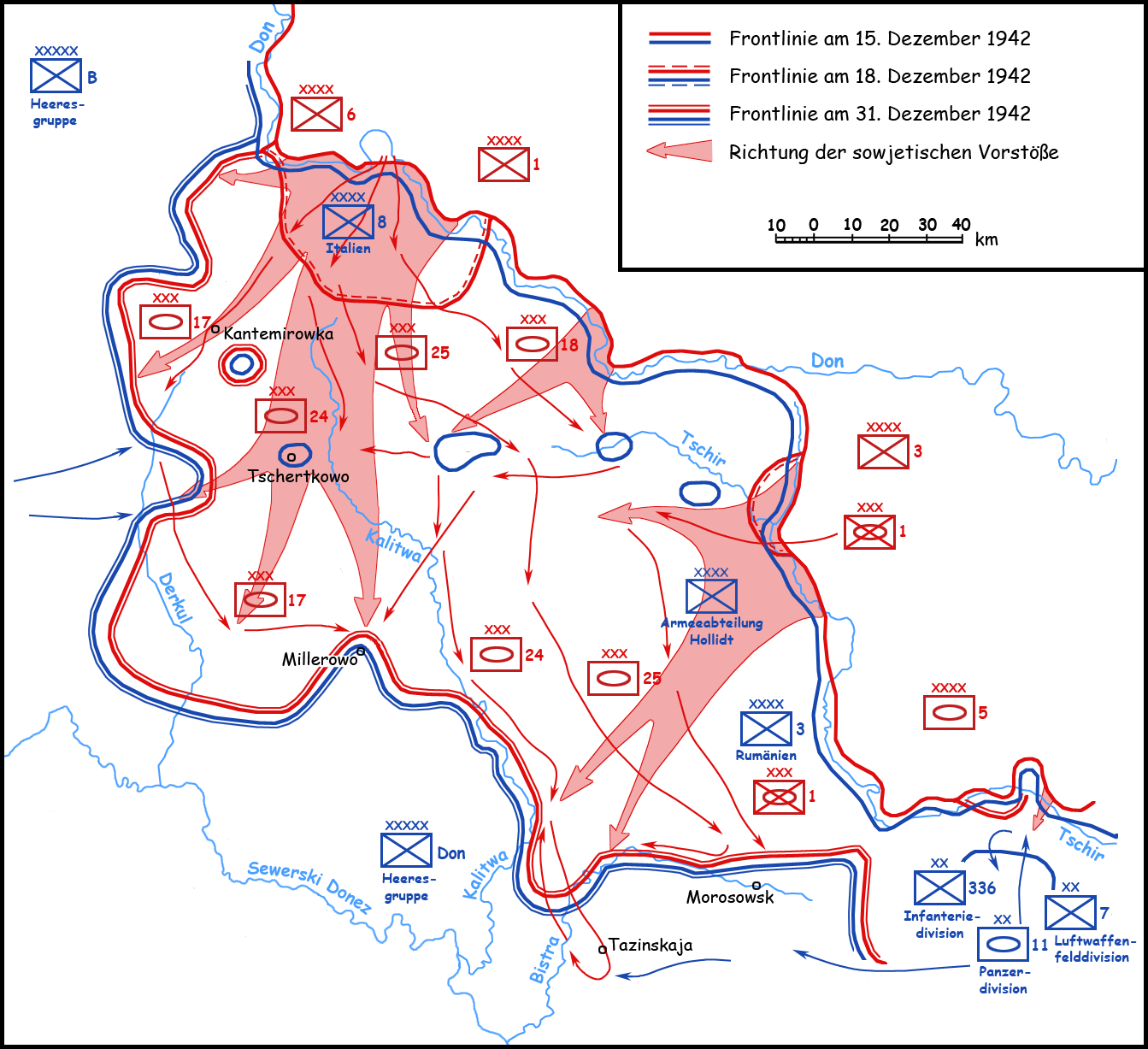
un plan des fronts en 1942

Le raid Tatsinskaïa est un raid de véhicules blindés soviétiques mené  au cours des dernières phases de la bataille de Stalingrad (Opération Saturne) du 16 au 28 décembre 1942. 
Le 24e corps blindé sous le commandement du major général Vassili Mikhaïlovitch Badanov, "Василий Михайлович Баданов", attaque les arrières des lignes allemandes. 

## Contexte
L'objectif soviétique est de prendre le contrôle de l'aérodrome de Tatsinskaïa, tenu par la Luftwaffe. C'est la principale base de ravitaillement de la 6e Armée assiégée dans Stalingrad depuis la fin de toutes les liaisons terrestres.

## Forces en présence
Le 24e corps blindé est sous le commandement du major général Vassili Mikhaïlovitch Badanov, "Василий Михайлович Баданов". Il est rattaché à la 3e armée de la Garde. Au moment du raid sur Tatsinsky, le corps se composait de trois brigades de chars : la 4e de la Garde, la 54e et la 130e, ainsi que la 24e brigade de fusiliers motorisés, le 658e régiment d’artillerie antiaérienne et la 413e division de mortiers de la Garde. Au moment de l’offensive du 24e corps de chars, l’effectif était composé à 90 % de chars, à 70 % de personnel et à 50 % de véhicules. Au total, il comprenait jusqu’à 91 chars (T-34 et T-70).

## Déroulé
L'attaque débute le matin du 16 décembre.
Le 24 décembre, l'aérodrome est pris après un assaut donné dans trois directions en même temps.
Dès le 24 décembre, des détachements avancés de la 6e Panzerdivision allemande, avec l’appui de sous-unités de canons d’assaut, s’emparent des zones situées au nord de Tatsinskaya.
Le 25 décembre, le corps de Badanov compte 58 chars restants : 39 chars moyens T-34 et 19 chars légers T-70, tandis que les munitions, le carburant et les lubrifiants commençaient à manquer.
Dans la matinée du 26 décembre, 6 camions chargés de munitions, ainsi que 5 camions-citernes à essence, ont pu pénétrer jusqu’à l’emplacement du corps avec l’appui de 5 chars T-34. Le corps ne pourra plus recevoir de ravitaillement.
Vatoutine tenta d’aider Badanov en envoyant deux corps motorisés et deux divisions de fusiliers à la rescousse, mais le général Routh, qui commandait la 6e Panzerdivision allemande, parvint à repousser toutes les attaques des troupes soviétiques. Une partie du corps  blindé du général de division Badanov finit encerclée.

## Bilan
Environ 72 avions sur le terrain sont détruits. 
Malgré des pertes soviétiques importantes, le raid est considéré comme une grande victoire opérationnelle. En effet, les Allemands sont obligés de rallonger leurs lignes de ravitaillement de Stalingrad. 

## Postérité
Le 26 décembre 1942, le corps de chars a été rebaptisé 2e corps de la Garde, il a reçu le nom de « Tatsinsky », et le général Vasily Badanov lui-même a été décoré de l’ordre de Souvorov.

## Dans la culture populaire
Dans le jeu vidéo Call of Duty : Le Jour de gloire (PlayStation 2), en l'espace de quelques missions, le joueur incarne un lieutenant d'une division blindée soviétique durant l'attaque de Tatsinskaïa[réf. nécessaire].